# برادر کسی عشق کسی
برادر کسی عشق کسی یا برادر یکی عشق یکی (به انگلیسی: Someone's Brother, Someone's Lover) (به هندی: Kisi Ka Bhai Kisi Ki Jaan) فیلم کمدی اکشن هندی، تولید سال ۲۰۲۳ به کارگردانی فرهاد سامجی محصول کمپانی سلمان خان فیلمز است. در این فیلم سلمان خان، پوجا هگده، داگوباتی ونکاتش و جاگاپاتی ببو در نقش‌های اصلی بازی می‌کنند. این بازسازی فیلم شجاعت (۲۰۱۴) محسوب می‌شود.
فیلمبرداری اصلی این فیلم در ماه مهٔ ۲۰۲۲ آغاز و در ماه فوریه ۲۰۲۳ با فیلمبرداری در بمبئی، حیدرآباد و لداخ خاتمه یافت.

## بازیگران
- سلمان خان
- پوجا هگده
- داگوباتی ونکاتش
- بومیکا چاولا
- جاگاپاتی ببو
- سیدهارت نیگام
- شهناز گیل
- ویندر سینگ
- ساتیش کایشیک
- روهینی هاتانگادی
- فرهاد سامجی
- بهاگیاشره
- رام چاران